# Піві коста-риканський
Пі́ві коста-риканський (Contopus lugubris) — вид горобцеподібних птахів родини тиранових (Tyrannidae). Мешкає в Коста-Риці і Панамі.

## Опис
Довжина птаха становить 26,5 см, вага 23 г. Верхня частина тіла попелясто-сіра, тім'я темно-сіре, на тімені помітний чуб. Крила і хвіст чорнуваті, пера на крилах мають сірі края. Горло світло-сіре, решта нижньої частини тіла світло-оливково-сіра, нижня частина живота жовтувата. Виду не притаманний статевий диморфізм. У молодих птахів верхня частина тіла коричнева, пера на крилах мають руді края.

## Поширення і екологія
Коста-риканські піві мешкають в горах Коста-Рики і Панами, від Сьєрра-де-Тіларан на схід до Чирикі. Вони живуть у вологих гірських тропічних лісах Таламанки. Зустрічаються поодинці, на висоті від 900 до 2700 м над рівнем моря, на узліссях і галявинах. Живляться комахами, яких ловлять в польоті. Гніздо чашоподібне, зроблене з моху і лишайників, встелене рослинними волокнами, розміщується на дереві, на висоті від 5 до 18 м над землею. В кладці 2 яйця, інкубаційний період триває 15-16 днів.